# Tinodes serifos
Tinodes serifos är en nattsländeart som beskrevs av Malicky 1984. Tinodes serifos ingår i släktet Tinodes och familjen tunnelnattsländor. Inga underarter finns listade i Catalogue of Life.